# Штегеман, Герман
Герман Штегеман (нем. Hermann Stegemann; 30 мая 1870, Кобленц, Рейнланд-Пфальц, Германская империя — 8 июня 1945, Мерлиген, кантон Берн, Швейцария) — немецко-швейцарский прозаик, поэт, драматург, публицист, журналист, редактор. Творил под псевдонимом — Герман Сантье.

## Биография
Сын прусского чиновника. Вырос в двуязычной среде в Эльзасе. Изучал философию и историю литературы в университетах Мюнхена и Цюриха. После окончания университета полностью посвятил себя журналистике и литературной деятельности.
В 1893—1902 годах писал политические комментарии для небольших печатных изданий в Аффольтерне (Швейцария). В 1894 году работал драматургом в цюрихском оперном театре.
С 1895 по 1906 год редактировал газету «Basler Nachrichten». В 1901 году стал гражданином Швейцарии.
В 1907—1908 годах был издателем и главным редактором «Basler Nachrichten», с 1912 г. — литературный редактор Бернской газеты «Der Bund». Во время Первой мировой войны вёл колонку военных событий, по окончании войны издал книгу под названием «Geschichte des Krieges». Книга «В стальных грозах» Эрнста Юнгера о Первой мировой войне, была посвящена Г. Штегеману.
В 1922—1923 гг. читал лекции в Мюнхенском университете.
После возвращения в Швейцарию, с 1923 года — писатель, жил поочередно в Люцерне, Мерлигене и Цюрихе. В качестве публициста был ориентирован на Германию («Битва за Рейн», 1924), выступал за пересмотр Версальского договора, в 1933 году приветствовал приход нацистов к власти («Weltwende» 1934).
Автор стихотворений, драм, рассказов, романов:
- «Antike Novellen» (1887),
- «Strakonike»,
- «Weihefrühling»,
- «Mein Elsass»,
- «Dorfdämmerung»,
- «Herzog Bernhard»,
- «Söhne des Reichslands»,
- «Der Gebieter»,
- «Daniel Junt» (1905) и др.

## Награды и отличия
- 1920  — почётный доктор Фрайбургского университета.
- 1933 — член-корреспондент Прусской академии наук.
- 1935 — Премия Гёте города Франкфурта

## Память
- Именем Г. Штегемана названа улица в Кобленце.